# Świlcza (gemeente)
De gemeente Świlcza is een landgemeente in het Poolse woiwodschap Subkarpaten, in powiat Rzeszowski.
De zetel van de gemeente is in Świlcza. Op 30 juni 2004 telde de gemeente 18 652 inwoners.

## Oppervlakte gegevens
In 2002 bedroeg de totale oppervlakte van gemeente Świlcza 128,42 km², waarvan:
- agrarisch gebied: 73%
- bossen: 18%

De gemeente beslaat 10,54% van de totale oppervlakte van de powiat.

## Demografie
Stand op 30 juni 2004:
| Omschrijving                   | Totaal | Totaal | Vrouwen | Vrouwen | Mannen | Mannen |
| ------------------------------ | ------ | ------ | ------- | ------- | ------ | ------ |
| eenheid                        | aantal | %      | aantal  | %       | aantal | %      |
| inwoners                       | 18 652 | 100    | 9449    | 50,7    | 9203   | 49,3   |
| bevolkingsdichtheid (inw./km²) | 145,2  | 145,2  | 73,6    | 73,6    | 71,7   | 71,7   |

In 2002 bedroeg het gemiddelde inkomen per inwoner 1239,42 zł.

## Administratieve plaatsen (sołectwo)
Bratkowice, Bzianka, Dąbrowa, Mrowla, Przybyszówka, Rudna Wielka, Świlcza, Trzciana, Woliczka.
Zonder de status sołectwo : Błędowa Zgłobieńska.

## Aangrenzende gemeenten
Boguchwała, Głogów Małopolski, Iwierzyce, Kolbuszowa, Rzeszów, Sędziszów Małopolski